# Lagrange Bay
Lagrange Bay är en vik i Australien. Den ligger i delstaten Western Australia, omkring 1 600 kilometer norr om delstatshuvudstaden Perth.
Omgivningarna runt Lagrange Bay är i huvudsak ett öppet busklandskap. Trakten runt Lagrange Bay är nära nog obefolkad, med mindre än två invånare per kvadratkilometer. Savannklimat råder i trakten. Genomsnittlig årsnederbörd är 764 millimeter. Den regnigaste månaden är januari, med i genomsnitt 249 mm nederbörd, och den torraste är augusti, med 1 mm nederbörd.